# Эпсилон Треугольника
Эпсилон Треугольника (англ. ε Trianguli) — двойная звезда в созвездии Треугольника. На основе измерения тригонометрического параллакса была получена оценка расстояния от Солнца до звезды 390 световых лет.
Главный компонент является звездой главной последовательности спектрального класса A2 V, видимая звёздная величина равна +5,50, оценка возраста составляет 600 млн лет. Масса равна 2,75 масс Солнца, проекция скорости вращения равна 107 км/с. Радиус звезды более чем втрое превосходит радиус Солнца, эффективная температура фотосферы составляет 10000 K. Второй компонент обладает видимой звёздной величиной 11,4 и отделён от главного компонента угловым расстоянием 3,9 угловых секунд.
Избыток инфракрасного излучения означает наличие остаточного диска вокруг главного компонента. Средний радиус диска равен 105 а.е., температура излучения равна 85 K.
Звёздная система, вероятно, входит в состав движущейся группы звёзд Большой Медведицы, обладающих сходным движением. Пространственная скорость Эпсилона Треугольника  имеет компоненты [U, V, W] = [+11.8, +11.4, –3.8] км/с.